# جيليس رومانو
جيليس رومانو (بالفرنسية: Gilles de Rome)‏ (و. 1243 – 1316 م) هو عالم عقيدة، وقسيس، وفيلسوف، وكاتب فرنسي، ولد في روما، توفي في أفينيون، عن عمر يناهز 73 عاماً.

## مناصب
تولى منصب مطران كاثوليكي ‏ (منذ مايو 1295)
.

## التعليم
تعلم في جامعة باريس
.